# Рьокан
Рьокан (яп. 良寛) (1758—1831) — японський поет, філософ, каліграф періоду Едо.

## Батьки

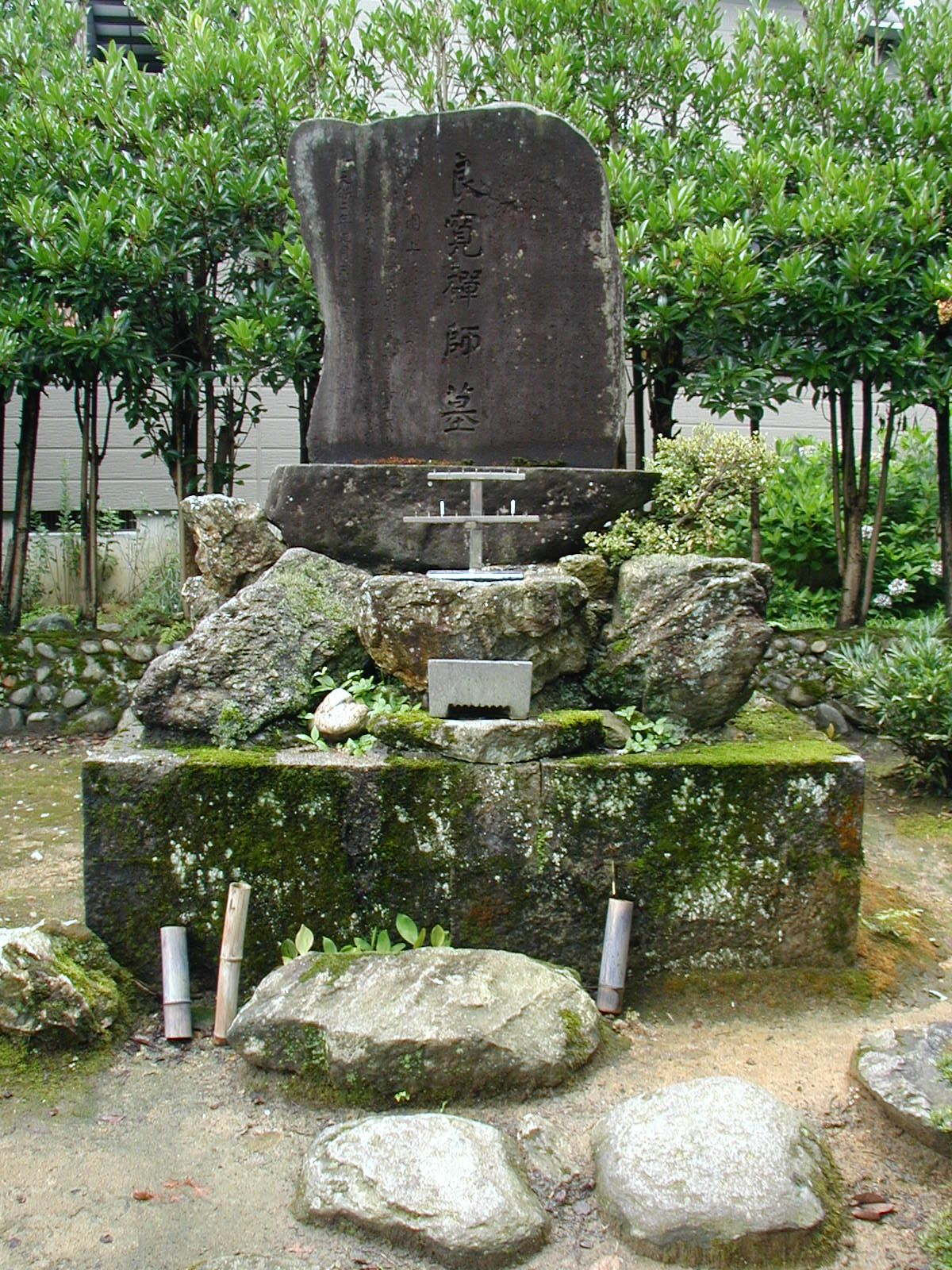
Могила Рьокана

Рьокан (справжнє ім'я Ямамото Ейдзо) народився наприкінці 1758 року у рибальському селі Ідзумодзакі, що в провінції Етіго (нині префектура Нігата). Батько був старостою цього села, а також місцевим синтоїстським священником, який 1795 року через звинувачення у заколоті, спрямованому на реставрацію в країні імператорської влади, покінчив життя самогубством, утопившись у річці Кацура. Мати походила з острова Садо, що на Японському морі, й, окрім Рьокана, народила ще шестеро дітей: трьох хлопчиків і трьох дівчаток.

## Молоді роки

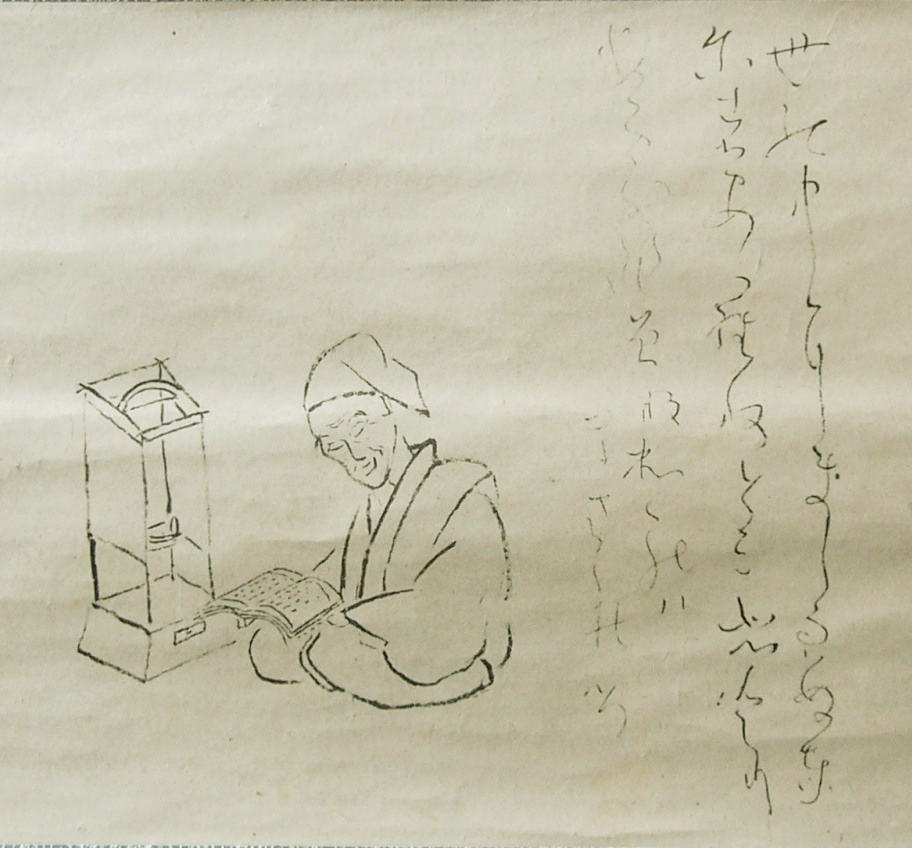
Портрет

Оскільки родина Рьокана була досить заможною, всі діти змогли отримати гарну на той час освіту. Сам Рьокан до вісімнадцяти років навчався в конфуціанській школі міста Дзідзодо, де, окрім китайської мови, вивчав китайську класичну літературу, а також філософсько-релігійні трактати Конфуція, Лаоцзи, інших відомих китайських та японських філософів і релігійних діячів, зокрема Кукая, Сайтьо, Ейсая, Доґена. Попри те, що він, як старший син, мав замінити свого батька на посаді синтоїстського священика і старости села, Рьокан умовляє батька відпустити його до монастиря Косьодзі, що знаходився у сусідньому селі Амадзе і належав до дзен-буддійської секти Сото, заснованої Доґеном.

## Подальше життя
Разом зі своїм новим вчителем Кокусеном, юнак подорожував до міста Тамасіма, що на узбережжі Внутрішнього Японського моря, і, після повернення з цієї подорожі, в 1779 р. остаточно вирішив прийняти постриг і стати дзен-буддійським ченцем у храмі Енцудзі. Саме Кокусен дав хлопцеві ім'я Рьокан, що означало «гарний» і «великодушний». У храмі Енцудзі Рьокан провів майже дванадцять років. Після смерті вчителя, в 1791 р. він протягом шести років подорожував по країні, зупиняючись на короткий час у відомих і маловідомих гірських храмах, ретельно вивчав у храмових бібліотеках давні рукописні буддійські трактати, знову вирушив у дорогу, просив милостиню, ночував, де прийдеться. Дізнавшись про смерть батька, Рьокан у 1795 р. повернувся до свого рідного села Ідзумодзакі, поблизу якого на узбережжі Японського моря, в місцевості під назвою Ґомото, він випадково натрапив на покинуту кимось хижку, де й оселився. Згодом Рьокан перебрався на гору Куґамі, що за декілька кілометрів від Ідзумодзакі, на якій знаходився храм Кокудзьо буддистської секти Сінґон, зведений ще за давніх часів. Поблизу цього храму він збудував хижку, в якій прожив майже 20 років. Потім переїхав до маєтку свого заможного приятеля.
У 69 років він познайомився з молодою черницею Тейсін, якій на той час виповнилося лише 27 років, і яка за п'ять років до цього, розлучившись з чоловіком, пішла служити до монастиря. Із дитинства закохана в поезію, Тейсін була в захваті від знайомства з Рьоканом, якого обожнювала і щиро кохала до кінця його днів. Вона стала для поета найкращим другом і вірною турботливою служницею.

## Смерть

Збірка поезій Рьокана українською мовою (переклад Бондаренка І. П.)

Улітку 1830 р. Рьокан тяжко захворів на дизентерію. Стан його здоров'я поступово погіршувався. Біля хворого постійно чергували його рідний брат Юсі та Тейсін, змінюючи одне одного. 6 січня 1831 р. Рьокана не стало.

## Творчий спадок
Творчий спадок Рьокана налічує велику кількість китайськомовних віршів (кансі), близько 1300 танка, кілька сотень хайку та 90 тьока («довгих пісень»)

## Українські переклади
Поезії Рьокана українською переклав Іван Бондаренко.
- Рьокан. Вибрані поезії. — Київ: Грані-Т, 2008. — 264 с.
- Рьокан. поезії // Неприкаяні душі. Антологія поезії японських мандрівних поетів — дзен-буддистів. Пер. з японської Івана Бондаренка. — К.: Видавничий дім Дмитра Бураго, 2014. — с. 413—504.